# 陳遇 (宋朝)
陈遇，宋朝政治人物。
陈遇曾于1212年接替楼镛任华亭县知县一职，1213年由陆三省接任。